# لوري هيوز
لوري هيوز (بالإنجليزية: Laurie Hughes)‏ (و. 1924 – 2011 م) هو لاعب كرة قدم، من المملكة المتحدة، ولد في ليفربول، شارك في كأس العالم 1950، يلعب كمُدَافِع، توفي في ليفربول، عن عمر يناهز 87 عاماً.

## مسيرته الكروية
لعب لوري هيوز خلال مسيرته الاحترافية مع نادِ واحدٍ في اثنا عشر موسمًا وسجل خلالها هدفًا واحدًا ضمن 303 مباراة. ولم يفز بأي موسم بالكأس وفاز في موسم واحد بالدوري.
خاض لوري هيوز مسيرته مع نادي ليفربول في موسم 1946–47 ليلعب معه اثنا عشر موسمًا، مشاركًا في 303 مباراة سجل خلالها هدفًا واحدًا.

## روابط خارجية
- لوري هيوز على موقع الاتحاد الدولي (مؤرشف)  (الإنجليزية)
- لوري هيوز على موقع قاعدة بيانات كرة القدم.إي يو (الإنجليزية)
- لوري هيوز على موقع ناشيونال فوتبول تيمز (الإنجليزية)
- لوري هيوز على موقع Soccerway.com (الإنجليزية)
- لوري هيوز على موقع عالم كرة القدم.نت (الإنجليزية)